# Феофан Стрелітзас Бафа

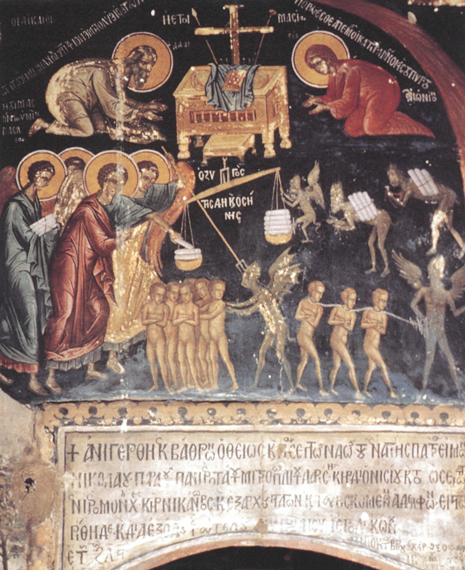
Фреска у монастирі Святого Миколая Анапавсаса та напис автора — Феофана Стрелітзаса

Феофан Стрелітзас Бафа (грец. Θεοφάνης Στρελίτζας), також Феофан Критянин (близько 1490 — 1559) — провідний іконописець «критської школи» першої половини 16 ст. Роботи майстра та його учнів збереглись донині у монастирях Велика Лавра, Ставронікіта на Афоні та Мегала Метеора. Дві роботи експонуються в Ермітажі.
Народився Стрелітзас в Іракліоні. Достеменно дата народження майстра невідома, але ранні роботи його датуються 1527 р. 1535 року Феофан Стрелітзас та двоє його синів стають монахами Великої Лаври, тут було створено чи не найкращі роботи майстра. Проте він повернувся на Крит незадовго до своєї смерті 1559 р.
Роботи Феофана Стрелітзаса мали певний вплив західного мистецтва, проте значно менший, ніж інших представників «критської школи». Деякі образи настільки індивідуалізовані, що створюється враження, ніби лик відповідає оглядачу поглядом просто в очі.
У метеорському монастирі Святого Миколая Анапавсаса зберігся підпис Феофана Стрелітзаса на східній стіні нефа, понад нішею, що веде у основний храм:
|  | «Возведений з фундамента цей божествений і всіма шанований Храм на честь Святого серед наших отців Миколая, Його Преосвященством Митрополитом Лариси - отцом Діонісієм, Ієромонахом Ніканором та Ексархом Стагон, а також усіма братами монастиря. Оформлений же храм на видатки Кіпріана у жовтні місяці 1527 року і руками монаха із Крита - Бафа Феофана - Стрелитзаса.» Оригінальний текст (гр.) ΑΝΙΓΕΡΘΗ ΕΚ ΒΑΘΡΩΝ Ο ΘΕΙΩС Κ(ΑΙ) ΠΑΝСΕΠΤΩС ΝΑΩС ΤΟΥ ΕΝ ΑΓΙΗС ΠΑΤΡΟС ΕΙΜΩΝ/ΝΙΚΟΛΑΟΥ • ΠΑΡΑ ΤΟΥ ΠΑΝΙΕΡΟΤΑΤΟΥ ΛΑΡΙСΗС • ΚΗΡ ΔΙΟΝΙСΙΟΥ • Κ(ΑΙ) ΤΟΥ ΩСΕΙΩΤΑΤΟΥ/ΕΝ ΙΕΡΟΜΟΝΑΧΕ(Ι)С • ΚΗΡ ΝΙΚΑΝΩΡΟС • Κ(ΑΙ) ΕΞΑΡΧΟΥ СΤΑΓΩΝ • Κ(ΑΙ) Τ(ΩΝ) ΕΥΡΙСΚΟΜΕΝΩΝ ΑΔΕΛΦΩΝ •ΕΙСΤΟ/ΡΙΘΗ ΔΕ • Κ(ΑΙ) ΔΙΑ ΕΞΟΔΟΥ ΤΟΥ ΕΥΤΕΛΟΥС [Κ]ΥΠΡΙΑΝΟΥ ΙΕΡΟΔΙΑΚΩΝΟΥ/ΕΤ(ΟΥС) ΖώΛς(1527) ΜΗΝΙ ΟΚΤΩΒΡΙΟΥ • ΙΒ • /ΕΝ IN (ΔIKTIΩNI) Αη/XEIP ΘEOΦANΗ M(ONA)X(OY) TOY EN TH/KPITH • CTREΛΗΤΖΑC. |